# Cesare Alberti (calciatore 1900)
Cesare Alberti (Milano, 23 novembre 1900 – Milano, 7 gennaio 1932) è stato un calciatore italiano, di ruolo centrocampista.

## Caratteristiche tecniche
Giocava come mediano.

## Carriera
Nella stagione 1920-1921 ha giocato nel Porpora, squadra milanese partecipante ai campionati uliciani.
Con il Piacenza nella stagione 1921-1922 gioca 10 partite in Prima Categoria FIGC più altre 2 negli spareggi legati al Compromesso Colombo. A fine stagione torna a Milano con la Juventus Italia, in Seconda Divisione, e in seguito milita nel Gruppo Sportivo Officine Meccaniche Milano e nel Varese. In seguito gioca anche nel Varese.